# Ambassade de France en Nouvelle-Zélande
L'ambassade de France en Nouvelle-Zélande est la représentation diplomatique de la République française en Nouvelle-Zélande, aux Îles Samoa et aux Îles Cook. Elle est située à Wellington, capitale de la Nouvelle-Zélande, et son ambassadrice est, depuis 2022, Laurence Beau.

## Ambassade

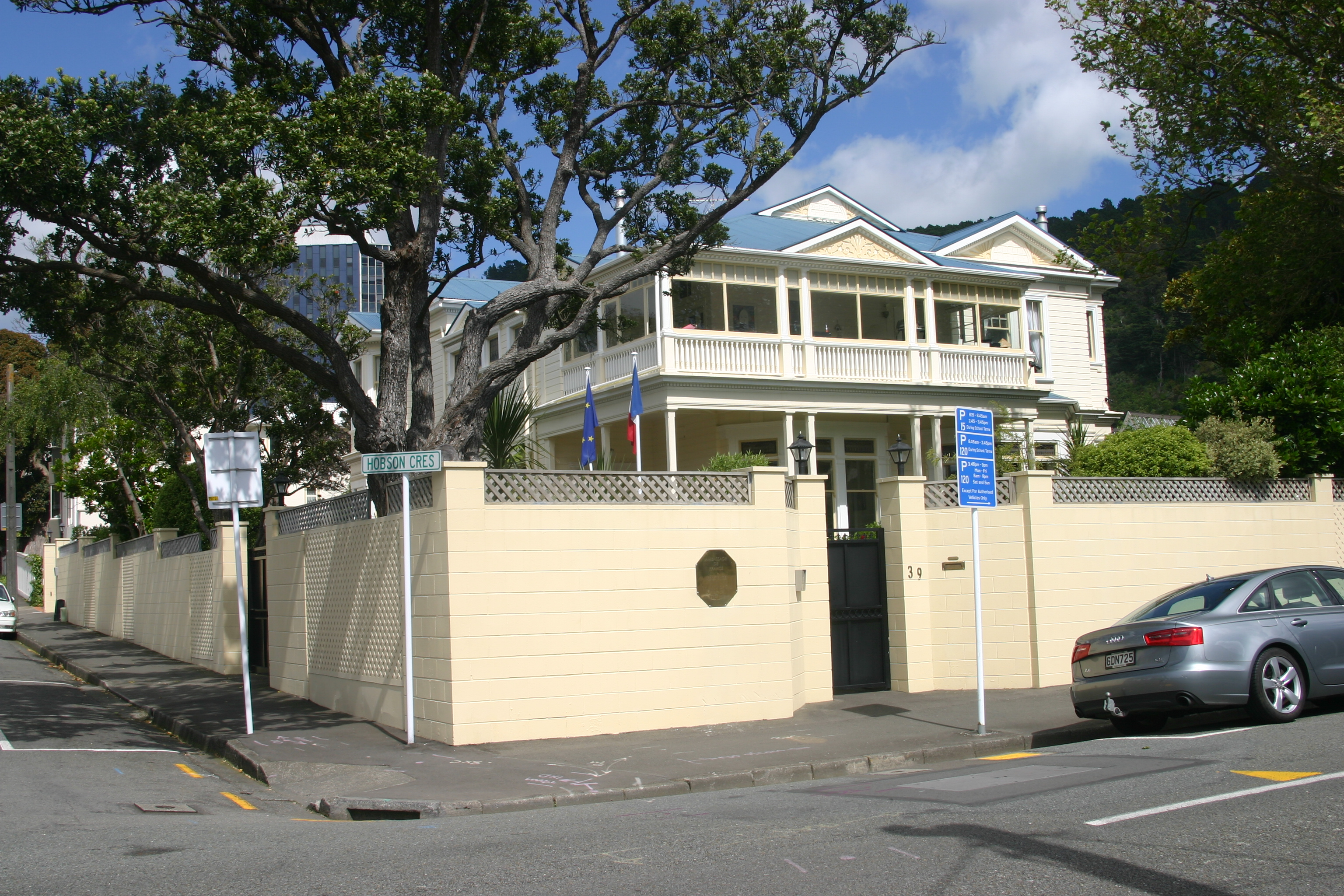
Résidence de l'ambassadeur de France à Wellington

Depuis le 20 août 2018, l'ambassade est située sur Ballance Street, à Wellington, dans le quartier Te Aro, au 8e étage du Cooperative Bank Building. Elle accueille aussi une section consulaire.

## Histoire
L'ambassade de France était, avant de s'installer dans le building Sovereign House, au 14e étage de Robert Jones House, au no 1–3 de Willeston Street, donnant sur le quai Jervoy.

## Ambassadeurs de France en Nouvelle-Zélande
| De   | À    | Ambassadeur                       |
| ---- | ---- | --------------------------------- |
| 1945 | 1949 | Armand Gazel                      |
| 1949 | 1952 | Emmanuel Lancial                  |
| 1952 | 1956 | Henri Noël                        |
| 1956 | 1959 | Roger Bercegol de Lile            |
| 1959 | 1960 | Jean-Louis Baudier                |
| 1960 | 1965 | Lucien Félix                      |
| 1965 | 1970 | Jean Duflos                       |
| 1970 | 1975 | Christian de Nicolay              |
| 1975 | 1977 | Albert de Schonen                 |
| 1977 | 1981 | Jean Gueury                       |
| 1981 | 1986 | Jacques Bourgoin                  |
| 1986 | 1990 | Jean Gory                         |
| 1990 | 1994 | Gabriel de Régnauld de Bellescize |
| 1994 | 1999 | Jacques Le Blanc                  |
| 1999 | 2003 | Jacky Musnier                     |
| 2003 | 2007 | Jean-Michel Marlaud               |
| 2007 | 2010 | Michel Legras                     |
| 2010 | 2013 | Francis Étienne                   |
| 2013 | 2015 | Laurent Contini                   |
| 2015 | 2018 | Florence Jeanblanc-Risler         |
| 2018 | 2022 | Sylvaine Carta-Le Vert            |
| 2022 | auj. | Laurence Beau                     |

## Relations diplomatiques
La Nouvelle-Zélande est indépendante depuis 1947. Elle était auparavant dominion de l'Empire britannique depuis 1907, après avoir été colonie britannique à partir du traité de 1840. Les relations diplomatiques entre la France et la Nouvelle-Zélande dépendaient alors des ambassades à Paris et Londres. La France possédait néanmoins en résidence des consuls ou agents consulaires à Auckland (capitale de 1840 à 1865) et  Wellington, en particulier depuis les années 1880.

### Îles Cook
Un traité a été signé le 3 août 1990 entre la France et les Îles Cook afin de délimiter de façon précise les espaces maritimes entre les deux États. Le premier ambassadeur de France a été nommé en 1999, en résidence à Wellington, les Îles Cook demeurant, depuis 1965 un État associé de la Nouvelle-Zélande, mais avec une politique étrangère plus affirmée depuis les années 1980.

### Îles Samoa
Depuis 1971, l'ambassadeur de France en Nouvelle-Zélande est aussi accrédité auprès de l'État de Samoa, indépendant depuis le 1er janvier 1962, dont le nom initial de Samoa occidentales a été transformé en 1997 en Samoa, dans l'objectif de voir réunies les deux parties de l'archipel des Samoa.

## Consulats
Outre la section consulaire de l'ambassade de France à Wellington, il existe plusieurs consuls honoraires exerçant à :
- Auckland (Île du Nord)
- Christchurch (Île du Sud)
- Dunedin (Île du Sud)
- Apia (capitale des Îles Samoa)
- Rarotonga (île principale des Îles Cook) [9]

### Communauté française
Au 31 décembre 2016, 4 685 Français sont inscrits sur le registre consulaire. Près de la moitié d'entre eux sont des binationaux ; 50 % des Français sont établis dans l'agglomération de Auckland, capitale économique du pays, une autre partie résidant à Wellington. Le nombre de Français établis en Nouvelle-Zélande est estimé à environ 10 000.
| 2001  | 2002  | 2003  | 2004  |
| ----- | ----- | ----- | ----- |
| 1 254 | 1 307 | 1 619 | 1 707 |

| 2005  | 2006  | 2007  | 2008  |
| ----- | ----- | ----- | ----- |
| 2 040 | 2 714 | 2 883 | 3 188 |

| 2009  | 2010  | 2011  | 2012  |
| ----- | ----- | ----- | ----- |
| 3 394 | 3 304 | 3 512 | 3 491 |

| 2013  | 2014  | 2015  | 2016  |
| ----- | ----- | ----- | ----- |
| 3 612 | 4 035 | 4 400 | 4 685 |

### Circonscriptions électorales
Depuis la loi du 22 juillet 2013 réformant la représentation des Français établis hors de France avec la mise en place de conseils consulaires au sein des missions diplomatiques, les ressortissants français de la Nouvelle-Zélande élisent pour six ans trois conseillers consulaires. Ces derniers ont trois rôles : 
1. ils sont des élus de proximité pour les Français de l'étranger ;
2. ils appartiennent à l'une des quinze circonscriptions qui élisent en leur sein les membres de l'Assemblée des Français de l'étranger ;
3. ils intègrent le collège électoral qui élit les sénateurs représentant les Français établis hors de France.

Pour l'élection à l'Assemblée des Français de l'étranger, la Nouvelle-Zélande, les îles Cook et Samoa appartenaient jusqu'en 2014 à la circonscription électorale de Sydney, comprenant l'ensemble des États de l'Océanie (sauf Palaos) et désignant trois sièges. La Nouvelle-Zélande, les îles Cook et Samoa appartiennent désormais à la circonscription électorale « Asie-Océanie » dont le chef-lieu est Hong Kong et qui désigne neuf de ses 59 conseillers consulaires pour siéger parmi les 90 membres de l'Assemblée des Français de l'étranger.
Pour l'élection des députés des Français de l’étranger, la Nouvelle-Zélande, les îles Cook et Samoa dépendent de la 11e circonscription.

## Délégation de la Nouvelle-Calédonie
Au début du mois d'octobre 2010, le gouvernement de la Nouvelle-Calédonie finalise avec le ministère des Affaires étrangères à Paris le processus de recrutement de « représentants consulaires », ou « délégués » (au début 2011 pour le premier, puis en 2018 pour les quatre autres, à travers des épreuves écrites et un grand oral), de formation (d'un an, de septembre 2011 à septembre 2012 pour le premier puis de juin 2018 à juin 2019 pour les quatre suivants, à l'IEP de Paris en partenariat avec le Quai d'Orsay), puis de positionnement (à partir de novembre 2012 et finalement de juillet-septembre 2019). Ceux-ci sont chargés de porter la voix propre de la Nouvelle-Calédonie dans les cinq ambassades françaises en Océanie (en Australie, en Nouvelle-Zélande, au Vanuatu, en Papouasie-Nouvelle-Guinée et aux Fidji), comme prévu par l'Accord de Nouméa. 
La première convention officialisant l’hébergement et l’installation d'un de ces « délégués » est signée le 15 novembre 2012 avec l'ambassade de France en Nouvelle-Zélande, le premier titulaire de ce poste étant ainsi Yves Lafoy. La délégation siège au 12e étage de l'immeuble où est implantée l'ambassade, le Sovereign House, à Wellington puis, à partir d'août 2018, au 8e étage du 20 Ballance Street.
Les « délégués de la Nouvelle-Calédonie en Nouvelle-Zélande » ont été successivement : 
| De   | A    | Délégué           |
| ---- | ---- | ----------------- |
| 2012 | 2019 | Yves Lafoy        |
| 2019 | auj. | Cécilia Madeleine |